# Neymar
Neymar da Silva Santos Júnior (Mogi das Cruzes, 5. veljače 1992.) brazilski je nogometaš koji igra na poziciji napadača. Trenutačno igra za Santos.

## Klupska karijera

### Santos
Nakon što se pridružio Santosu 2003. godine, Neymar je debitirao u dobi od 17 godina protiv Haldane FC, 7. ožujka 2009. u 2:1 pobjedi. Neymarov sljedeći nastup bio je protiv Mogi Mirima tjedan dana kasnije, tijekom kojeg je postigao svoj prvi pogodak za Santos. Dana 11. travnja 2009., u Campeonato Paulista polufinalnoj prvoj utakmici protiv Palmeirasa, Neymar zabija odlučujući gol u 2:1 pobjedi na EstádioVila Belmiro. U finalu je Santos pretrpio 4:2 poraz od Corinthiansa. Neymarovi nastupi za Santos privukli su pozornost na mladog igrača, a padale su i usporedbe s brazilskim idolima kao što su Robinho i Pelé. 
Privukao je interes nekoliko europskih klubova, kao što su Manchester United, Inter Milan, Real Madrid, Chelsea i Juventus. Čelnici Real Madrida, idu čak tako daleko da tvrde da su potpisali predugovor s Neymarovim agentom, Renatom Rodriguesom, koji klub Santos odbija potvrditi. West Ham United je dao ponudu od 12 milijuna £ koja je odbijena u lipnju 2010. Nakon odbijene ponude Santos postavlja minimalnu prodajnu cijenu od 30 milijuna € i produžuju ugovor s Neymarom do prosinca 2014. godine. Neymar izjavljuje da još nije vrijeme za odlazak iz Brazila, jer smatra da je premlad za nove izazove i da će ostati fokusiran samo na Santos. Međutim Neymarov agent inzistira na tome da napadač Santosa ne ostane u svojoj domovini. Neymar je otkrio da bi volio prijeći u Juventus.
Dana 15. travnja 2010., Neymar zabija pet golova za Santos u 8:1 razbijanju Guaranija u osmini finala brazilskog kupa. Nakon 2010. Campeonato Paulista u kojem je Neymar zabio 14 golova u 19 utakmica, klub se okrunio titulom prvaka nakon 5-5 ukupne pobjede zbog golova u gostima nad Santo Andreom u finalu. Neymaru je naknadno dodijeljena nagrada za najboljeg igrača natjecanja.

### Barcelona
25. svibnja 2013., Santos je objavio da su primili dvije ponude za Neymara i odlučili su pregovarati. Neymar je prihvatio uvjete Barcelone 27. svibnja 2013. i priključio se klubu poslije Kupa konfederacija 2013. koji se igrao u mjesecu lipnju u Brazilu. Ugovor između Neymara i Barcelone potpisan je na 5 godina. U dresu Barcelone osvojio je Ligu prvaka 2015. godine, dva naslova prvaka Španjolske i dva Kupa, a dvaput je slavio i na klupskom FIFA Svjetskom prvenstvu. Brazilski napadač produžio je ugovor sa španjolskim nogometnim prvakom za dodatne tri sezone, do 30. lipnja 2021. godine, naveo je katalonski klub u službenom priopćenju objavljenom 1. srpnja 2016. godine.

### Paris Saint-Germain
Brazilac je u kolovozu 2017. prešao u Paris Saint-Germain za rekordni transfer od 222 milijuna eura. Neymar je tako postao najskuplji nogometaš u povijesti, jer su pariški vlasnici platili 222 milijuna eura odštete, zbog klauzule koja je bila ugrađena u njegov ugovor s španjolskim klubom. "Jako sam sretan. Osvojio sam sve što sportaš može osvojiti. Proživio sam nezaboravne trenutke. Ali igrač treba nove izazove", izjavio je Neymar, koji je potpisao petogodišnji ugovor s PSG-om. Brazilski napadač je debitirao pogotkom i asistencijom u gostujućoj pobjedi kod Guingampa tog istog mjeseca. U trećem kolu Ligue 1 je Neymar zabio dva pogotka te asistirao dva puta protiv Toulousea.

### Al Hilal
Neymar je u kolovozu 2023. prešao u saudijski Al Hilal za iznos od 90 milijuna eura. Brazilac bi trebao za dvije sezone zaraditi 320 milijuna eura, što ga čini jednim od najplaćenijih sportaša ikad.

## Reprezentativna karijera
Nakon Neymarova nastupa za brazilsku do 17 momčad na do 17 Svjetskom prvenstvu 2009. godine u kojem je zabio gol u prvoj utakmici protiv Japana bivši brazilski nogometaši Pelé i Romario navodno su predlagali treneru Dungi da povede Neymara na Svjetsko prvenstvo održano u Južnoafričkoj Republici 2010. godine. Iako je rašireno mišljenje da Neymar zaslužuje mjesto u Dunginoj ekipi i skupljeno preko 14 tisuća potpisa peticije, unatoč golemog pritiska na Dungina leđa, Neymar je izostavljen iz momčadi. Iako je Dunga opisao Neymara kao "iznimno talentiranog", tvrdio je da na međunarodnoj razini nije bio dovoljno testiran da zaradi mjesto na SP-u pa ga nije uspio impresionirati.
Dana 26. srpnja 2010., Neymar je izabran u momčad Brazila novog trenera Mana Menezesa za prijateljsku utakmicu protiv SAD-a 10. kolovoza 2010. Utakmicu je započeo s dresom s brojem 11 i nakon samo 28 minuta igre zabija svoj prvi pogodak za reprezentaciju i to glavom, nakon ubačaja Andre Santosa. Utakmica je završila pobjedom Brazila 2-0. Dana 27. ožujka 2011, Neymar je zabio oba pogotka u 2-0 pobjedi protiv Škotske na Emiratesu. Tijekom utakmice protiv Škotske jedan navijač je bacio bananu na teren, što je Neymar okarakterizirao kao primjer čistog rasizma.

### Privatni život
Neymar je rođen u Brazilu od oca Neymara Da Silve Santosa Seniora (bivšeg nogometaša) te majke Nadine Goncalves. Ima 4 godine mlađu sestru Rafaellu Beckran. Sa svojom bivšom djevojkom Carolinom Dantas, ima sina Davija Luccu. 

## Statistika

### Klub
Ažurirano 18. prosinca 2011.
| Klub   | Sezona | Brasileiro | Brasileiro | Brasileiro | Paulista | Paulista | Paulista | Copa do Brasil | Copa do Brasil | Copa do Brasil | Continental1 | Continental1 | Continental1 | FIFA Club World Cup | FIFA Club World Cup | FIFA Club World Cup | Friendlies | Friendlies | Friendlies | Total   | Total  | Total |
| Klub   | Sezona | Nastupi    | Golovi     | Asist      | Nastupi  | Golovi   | Asist    | Nastupi        | Golovi         | Asist          | Nastupi      | Golovi       | Asist        | Nastupi             | Golovi              | Asist               | Nastupi    | Golovi     | Asist      | Nastupi | Golovi | Asist |
| ------ | ------ | ---------- | ---------- | ---------- | -------- | -------- | -------- | -------------- | -------------- | -------------- | ------------ | ------------ | ------------ | ------------------- | ------------------- | ------------------- | ---------- | ---------- | ---------- | ------- | ------ | ----- |
| Santos | 2009   | 33         | 10         | 7          | 12       | 3        | 2        | 3              | 1              | 0              | 0            | 0            | 0            | 0                   | 0                   | 0                   | 1          | 0          | 0          | 49      | 14     | 9     |
| Santos | 2010   | 31         | 17         | 7          | 19       | 14       | 7        | 8              | 11             | 5              | 2            | 0            | 0            | 0                   | 0                   | 0                   | 3          | 1          | 1          | 63      | 43     | 21    |
| Santos | 2011   | 21         | 13         | 4          | 11       | 4        | 2        | 0              | 0              | 0              | 13           | 6            | 3            | 2                   | 1                   | 0                   | 0          | 0          | 0          | 47      | 24     | 9     |
| Santos | Total  | 85         | 40         | 18         | 42       | 21       | 11       | 11             | 12             | 5              | 15           | 6            | 4            | 2                   | 1                   | 0                   | 4          | 1          | 1          | 159     | 81     | 39    |

1Uključujući Copa Libertadores i Copa Sudamericana.

### Internacionalni
Ažurirano 12. listopada 2011.
| Nacionalna momčad | Klub   | Sezona | Nastupi | Golovi | Asist |
| ----------------- | ------ | ------ | ------- | ------ | ----- |
| Brazil            | Santos | 2010   | 2       | 1      | 0     |
| Brazil            | Santos | 2011   | 13      | 7      | 1     |
| Total             | Total  | Total  | 15      | 8      | 1     |

## Nagrade

### Klub
Santos
- Copa do Brasil (1): 2010
- Campeonato Paulista (2): 2010, 2011
- Copa Libertadores (1): 2011

 Barcelona
- La Liga (2): 2014./15., 2015./16.
- Kup kralja (3): 2014./15., 2015./16., 2016./17.
- UEFA Liga prvaka (1): 2014./15.
- Španjolski superkup (2): 2013., 2016.
- UEFA Superkup (1): 2016.
- FIFA Svjetsko klupsko prvenstvo (1): 2016.

 Paris Saint-Germain
- Ligue 1 (3): 2017./18., 2018./19., 2019/20.
- Kup Francuske (2): 2017./18., 2019./20.
- Liga Kup (2): 2017./18., 2019./20.

### Nacionalna momčad
Brazil
- South American Youth Championship (1): 2011
- Superclásico de las Américas (1): 2011
- Olympic gold medal (1): Olympic games: Rio De Janeiro 2016.

### Individualno
- Najbolji mladi igrač Campeonato Paulista (1): 2009
- Najbolji napadač Campeonato Paulista (2): 2010, 2011
- Najbolji igrač Campeonato Paulista (2): 2010, 2011
- Najbolji igrač Copa Santander Libertadores (1): 2011
- Prêmio Craque do Brasileirão Championship Squad (2): 2010, 2011
- Arthur Friedenreich nagrada (1): 2010
- Golden Ball (1): 2011 – Najbolji igrač Brazilian League u magazinu Placar
- Silver Ball (2): 2010, 2011 – Najbolji napadač Brazilian League u magazinu Placar
- Golden Boot (2): 2010, 2011 – najviše golova u svim natjecanjima Brazil
- Copa do Brasil Najbolji strijelac (1): 2010
- South American Youth Championship Najbolji strijelac (1): 2011
- FIFA Club World Cup Bronze Ball (1): 2011

## Vanjske poveznice

### Sestrinski projekti
|  | Zajednički poslužitelj ima još gradiva o temi Neymar |

### Mrežna sjedišta
- Neymarove službene stranice  Arhivirana inačica izvorne stranice od 18. ožujka 2015. (Wayback Machine) (port.)
- Neymar Biograghy  Arhivirana inačica izvorne stranice od 4. prosinca 2012. (Wayback Machine) Santos FC
- Neymar statistics  Arhivirana inačica izvorne stranice od 15. svibnja 2010. (Wayback Machine) FIFA
- Neymar FootballDatabase.com
- Player Profile: Neymar  Arhivirana inačica izvorne stranice od 26. lipnja 2011. (Wayback Machine) SouthAmericanfutbol.com
- Tactical Profile Football Lineups
- Neymar Profile  Arhivirana inačica izvorne stranice od 26. studenoga 2011. (Wayback Machine) All for Football
- Neymar video feature on FootBrazil